# Tumulus de Kernours
Le tumulus de Kernours, fait l’objet d’un classement au titre des monuments historiques depuis 1928.

## Caractéristiques
Il s'agit de sépultures circulaires sous tertre tumulaire. Sous le tumulus, se trouve un dolmen à allée couverte, coudée (en L), de 18 m, composée de 36 pierres soutenant 14 tables. Le totem d'une tribu maritime (le poulpe ou morgate) se trouve gravé sur certains piliers. Sa datation l'estime remontant à la fin du XLe siècle av. J.-C.. C'est une sépulture commune.
Il est entouré de six sépultures circulaires, appelées tombelles, qui dateraient de l'Âge du fer (XVe siècle av. J.-C.).
Quelques-uns des 24 bracelets de bronzes trouvés dans ces tombelles sont exposés au Musée de préhistoire de Carnac.

## Localisation
Le tumulus de Kernours est situé au lieu-dit "Le Rocher", sur la commune du Bono, dans le Morbihan, en France.

## Galerie

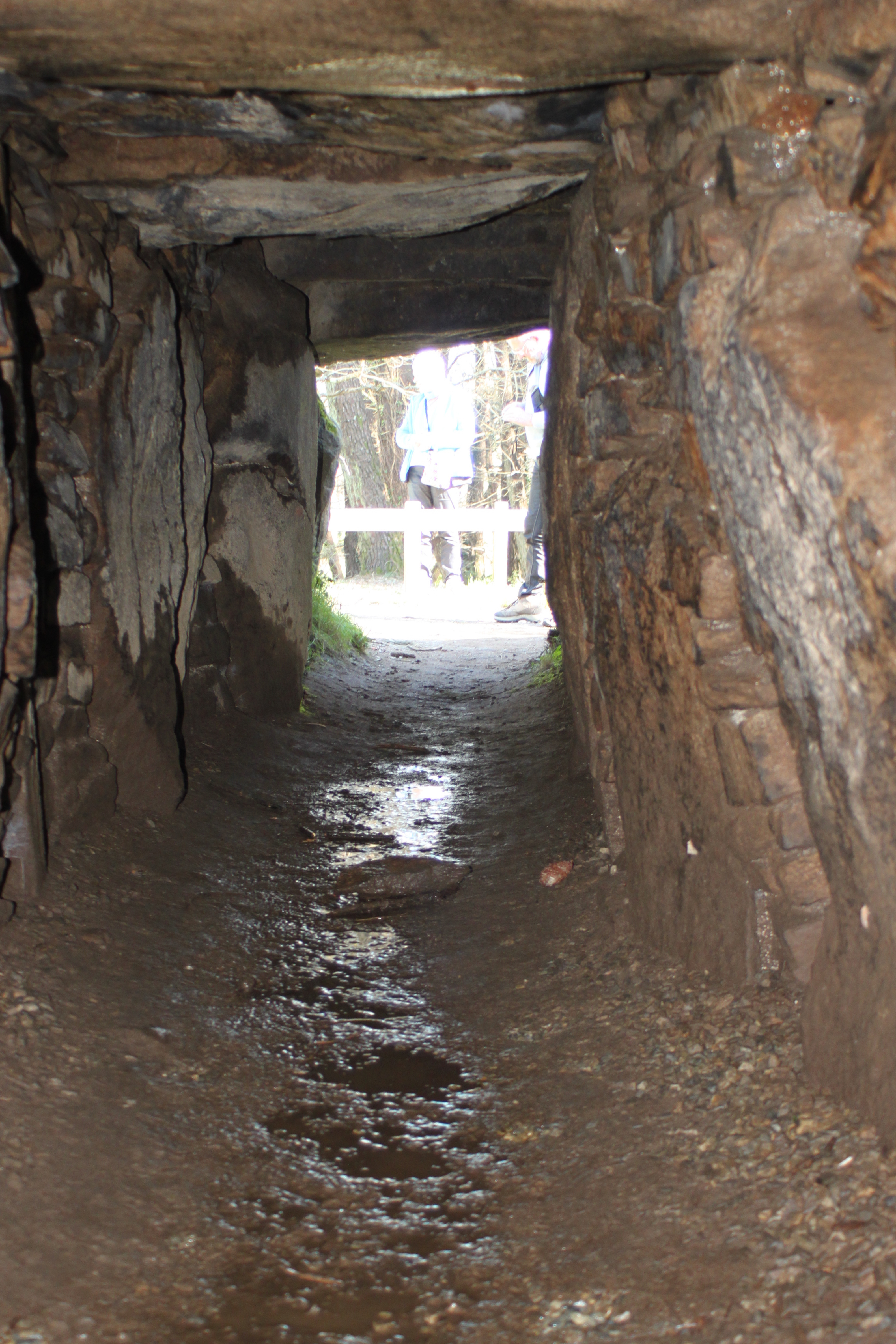
L'allée
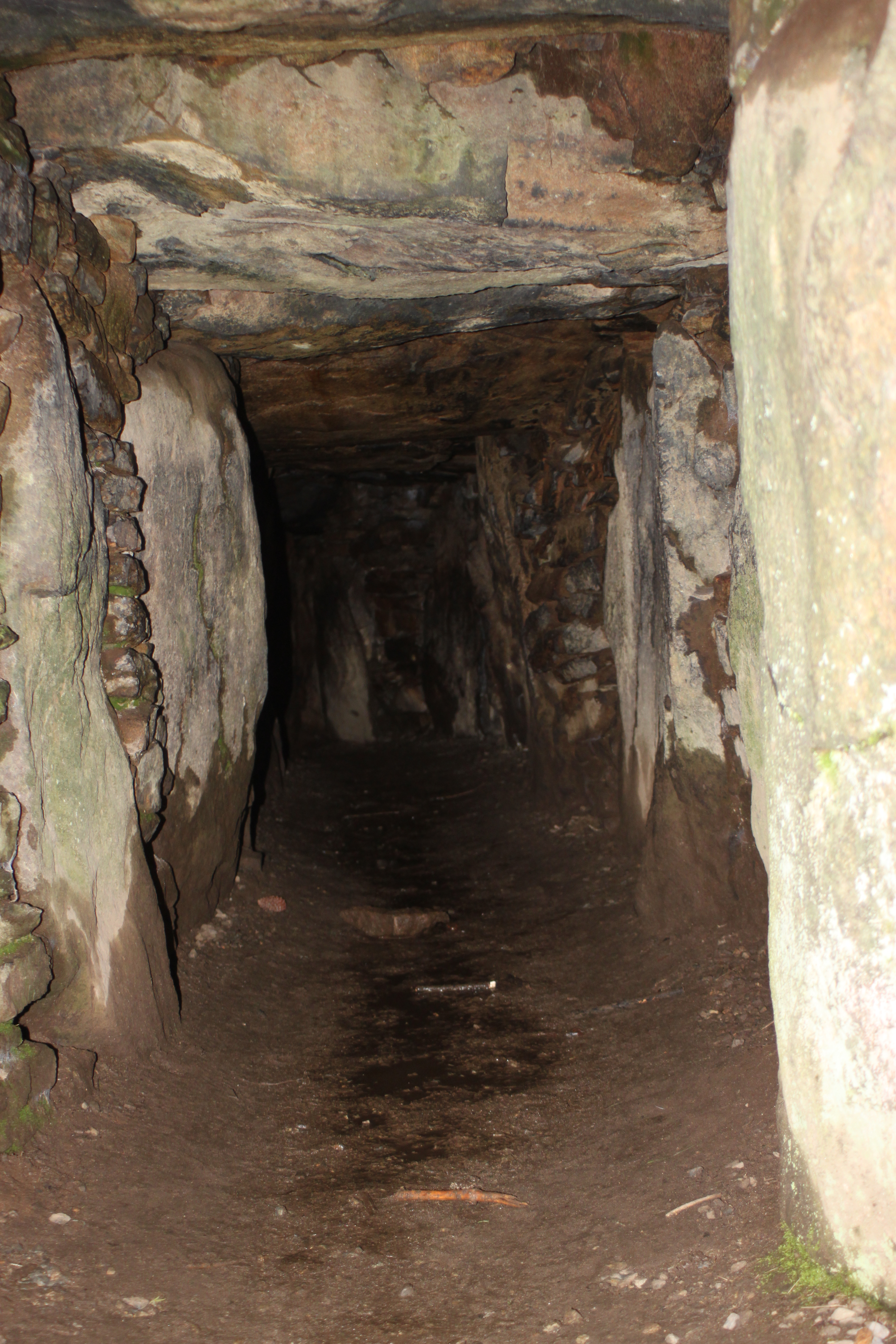
couverte.
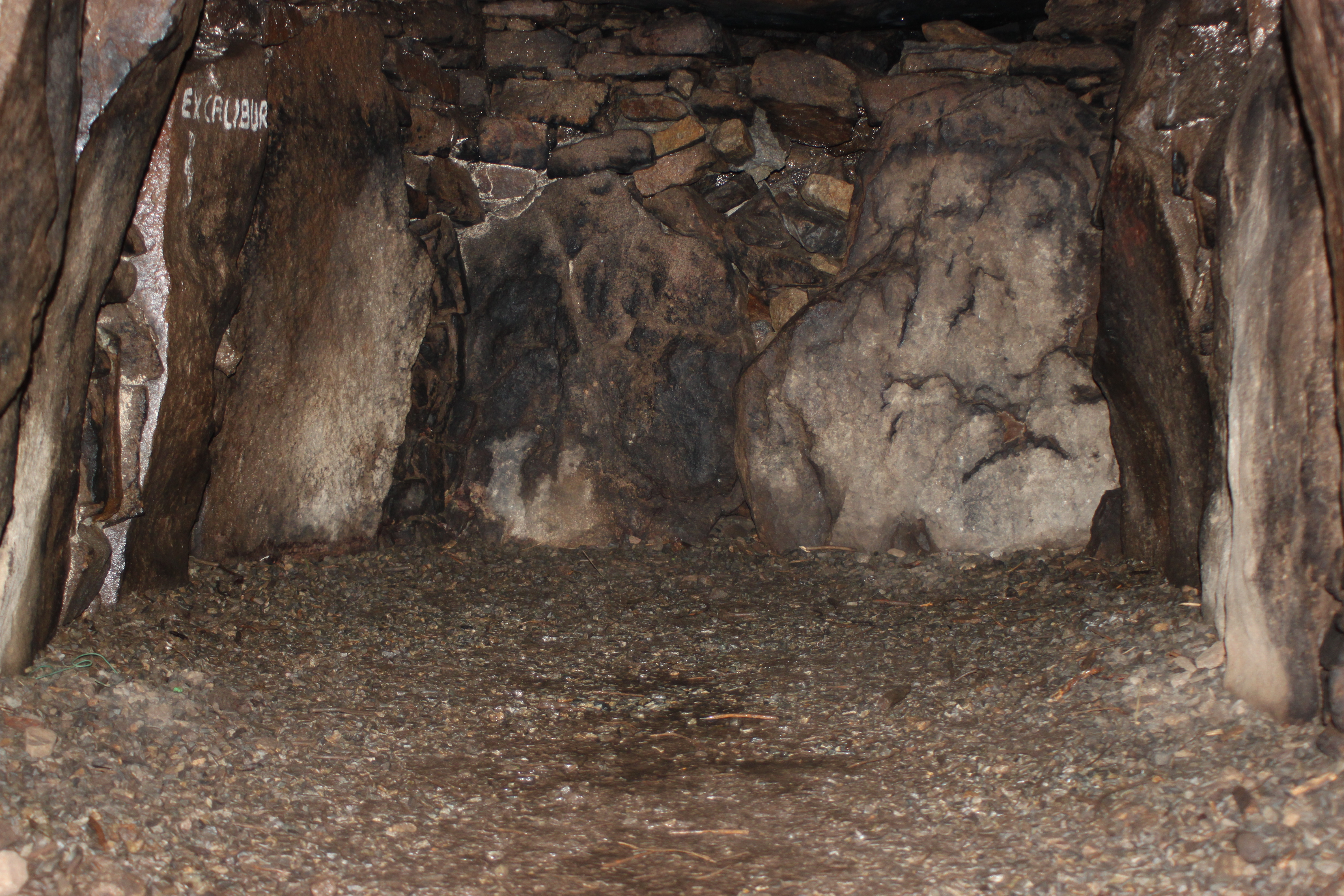
La salle principale.